# Пожар у Москви (1812)
Током француске окупације Москве 1812. пожар у Москви је трајао од 14. до 18. септембра 1812. и скоро је уништио град. Руске трупе и већина преосталих становника напустили су Москву 14. септембра 1812. непосредно пре него што су трупе француског цара Наполеона ушле у град након Бородинске битке. Московског војног гувернера, грофа Фјодора Ростопчина, често су оптуживали да је организовао уништавање свете бивше престонице како би још више ослабио француску војску у спаљеном граду.

## Историја
Након што је наставио Барклијеву „операцију одлагања“ као део рата исцрпљивање против Наполеона, Кутузов је искористио Ростопчина да спали већину ресурса Москве као део стратегије спаљене земље, герилског рата Козака против француских залиха и тоталног рата од сељаци против француског тражења хране. Ова врста рата без већих битака ослабила је француску војску у њеној најслабијој тачки: војној логистици. Деветнаестог октобра 1812. француска војска је добровољно напустила град у недостатку залиха и упозорена временским условима најављеним првим снегом.
Што се тиче саме државе Москве, град је углавном био пуст, барем у поређењу са нормалним нивоом становништва: Почетком 1812. Москва је имала око 270.184 становника према савременом истраживању; од тога, негде између 6.200 и 10.000 цивила је изабрало да остане у граду након доласка Француза, поред између 10.000 и 15.000 болесних или рањених руских војника.
Пре него што је напустио Москву, гроф Ростопчин је наводно дао наређења шефу полиције (и ослобођен затвореницима) да се Кремљ и главне јавне зграде (укључујући цркве и манастире) запале. Током наредних дана пожари су се ширили. Према Госпођи де Стал, која је напустила град неколико недеља пре доласка Наполеона, а потом се дописивала са Кутузовим, Ростопчин је био тај који је наредио да се запале његове виле, тако да ниједан Француз не би смео да борави у њему. Данас већина историчара криви за почетне пожаре руску стратегију спаљене земље.
Један московски полицајац је ухваћен како покушава да запали Кремљ где је Наполеон у то време боравио. Доведен је пред Наполеона и официр је признао да је њему и другима наређено да запале град, након чега су га гардисти убили на лицу места по наређењу бесног Наполеона.
Пожар је дубоко узнемирио Наполеона који је био ужаснут и заплашен руском одлуком да уништи њихов најсветији и најомиљенији град пре него што га преда. Сведок бележи да је остао запањен посматрајући ватру из Кремља говорећи: „Какав ужасан призор! И сами су ово урадили! Толико палата! Какво невероватно решење! Какви људи! Ово су Скити!“
Катастрофа је изазвала велики број малих пожара, који су убрзо измакли контроли и формирали огроман пожар. Пожари су се брзо проширили пошто је већина зграда у Москви била од дрвета. Иако је Москва имала ватрогасну јединицу, њихова опрема је претходно или уклоњена или уништена по Ростопчиновом наређењу. Пламен се проширио на арсенал Кремља, а угасили су га француски гардисти. Извештава се да је спаљивање Москве било видљиво до удаљености од 215  km.
Толстој, у својој књизи Рат и мир, сугерише да ватру нису намерно подметнули, ни Руси ни Французи, већ је био природан резултат стављања напуштеног и углавном дрвеног града у руке инвазијских трупа. Пре инвазије, пожари би избијали скоро сваки дан чак и са присутним власницима и потпуно функционалном ватрогасном јединицом, а војници би палили додатне ватре за сопствене потребе, од пушења лула, кувања хране два пута дневно и спаљивања непријатељеве имовине на улицама. Неки од тих пожара би неизбежно измакли контроли, а без ефикасне акције гашења пожара, ови појединачни пожари у зградама могу се проширити и постати пожари у суседству, и на крају пожар широм града.
Поступање према Русима који су остали у граду, цивила или војника, било је мешано: према руском извору, уништавали су манастире и дизали у ваздух архитектонске споменике. Московске цркве су намерно претворене у штале и заходе. Свештеници који се нису одрекли црквених светиња су дивљачки убијани, монахиње су силоване, а пећи су ложени древним иконама. С друге стране, Наполеон се лично побринуо да се у Москву испоручи довољно хране да нахрани све Русе који су остали нахрањени без обзира на пол и године.
Процес обнове након пожара под вођством војног гувернера Александра Тормасова (1814–1819) и Дмитрија Голицина (1820–око 1840) био је постепен и трајао је више од једне деценије.